# Igrzyska Ameryki Środkowej i Karaibów 1935
Igrzyska Ameryki Środkowej i Karaibów 1935 – trzecie igrzyska Ameryki Środkowej i Karaibów, multidyscyplinarne zawody sportowe dla krajów znajdujących się w Ameryce Środkowej i na Karaibach, które odbyły się w San Salvador w dniach 16 marca–5 kwietnia 1935 roku.

## Informacje ogólne
San Salvador otrzymał prawo do organizacji zawodów na spotkaniu delegatów z państw regionu 3 kwietnia 1930 roku w Hawanie. Zaplanowane na rok 1934 igrzyska odbyły się jednak rok później z powodu trzęsienia ziemi już pod zmienioną nazwą – do ich nazwy dołączono człon identyfikujący Karaiby.
Dziewięć uczestniczących krajów wystawiło łącznie 741 zawodników, w tym 62 kobiety. Sportowcy rywalizowali w siedemdziesięciu dziewięciu konkurencjach w czternastu dyscyplinach – do programu dołączono bowiem boks, jeździectwo, zapasy i golf. Po raz pierwszy na igrzyskach pojawiła się Nikaragua, zabrakło jednak Jamajki.

## Dyscypliny
- Baseball  (szczegóły)
- Boks  (szczegóły)
- Golf  (szczegóły)
- Jeździectwo  (szczegóły)
- Koszykówka  (szczegóły)
- Lekkoatletyka  (szczegóły)
- Piłka nożna  (szczegóły)
- Pływanie  (szczegóły)
- Siatkówka (halowa)  (szczegóły)
- Skoki do wody  (szczegóły)
- Strzelectwo  (szczegóły)
- Szermierka  (szczegóły)
- Tenis ziemny  (szczegóły)
- Zapasy  (szczegóły)

## Tabela medalowa
Źródło.
| Lp. | Państwo   | Złoto | Srebro | Brąz | Razem |
| --- | --------- | ----- | ------ | ---- | ----- |
| 1   | Meksyk    | 37    | 20     | 21   | 78    |
| 2   | Kuba      | 31    | 30     | 24   | 85    |
| 3   | Portoryko | 5     | 5      | 5    | 15    |
| 4   | Salwador  | 4     | 4      | 10   | 18    |
| 5   | Gwatemala | 1     | 10     | 8    | 19    |
| 6   | Panama    | 1     | 5      | 2    | 8     |
| 7   | Nikaragua | 0     | 1      | 0    | 1     |
| =   | Kostaryka | 0     | 1      | 0    | 1     |